# ヒュー・オブ・モンゴメリー (第2代シュルーズベリー伯)

シュルーズベリーの位置

第2代シュルーズベリー伯ヒュー・オブ・モンゴメリー（Hugh of Montgomery, 2nd Earl of Shrewsbury, 1053/9年 - 1098年7月31日ごろ）は、アングロ＝ノルマン貴族。「赤伯（Hugh the Red）とよばれる。

## 生涯
ヒューは、初代シュルーズベリー伯ロジャー・ド・モンゴメリーと、メイベル・ド・ベレームの次男である。ノルマン・コンクエスト後の他の多くの貴族と同様に、ヒューは父のイングランド領の大部分を相続し、兄のロバート・ド・ベレームがフランスの広大なベレーム領を相続した。1079年12月、母が殺害された時、ヒューはビュル＝シュル＝ディーヴ城におり、犯人を追跡したが、追いつくことはできなかった。1080年夏、ヒューは兄弟と共に、父が「彼と親族、特に最近亡くなった妻メイベル、そして息子たちの魂の救済のため」にトロアルン修道院（バイユー教区）に対して発行した特許状に署名した。
1094年、父の死に伴い、ヒューは父のイングランドの称号と領地、そしてウェールズの領地を継承し、シュルーズベリー伯となった。1095年にロバート・ド・モーブレーを支持しウィリアム2世に対する陰謀に加わった。その後1096年に3,000ポンドの罰金を科された後、ウィリアム2世から恩赦を受けた。伯爵となった後の4年間、ヒューはほとんどの時間をウェールズ辺境領でウェールズ人との戦いに費やした。1098年、初代チェスター伯ヒュー・ダヴランシュと合流し、1094年のウェールズ反乱で失われたアングルシー島を取り戻そうとした。
1098年7月31日ごろ、アングルシー湾の戦いで、ノルウェー王マグヌス3世の襲撃に抵抗していたヒューは、矢で射られ海に落ちて戦死した。マグヌス一行の中には、イングランド王ハロルド2世の息子ハロルド・ハロルドソンもいた。複数の史料によると、浅瀬を馬で進んでいたヒューの鎧の眼孔を貫く矢を放ったのはマグヌス自身であったとされている。
ヒューは未婚のまま亡くなり、イングランドの領地と爵位は兄のロバート・オブ・ベレームが継承し、第3代シュルーズベリー伯となった。